# Automobiles Électraph
Automobiles Électraph war ein französischer Hersteller von Automobilen.

## Unternehmensgeschichte
Der Rennfahrer George Raphaël Béthenod de Montbressieux („Raph“) gründete 1942 das Unternehmen. Standort war an der Rue d’Antibes 69 in Cannes. Die Produktion von Automobilen begann. Der Markenname lautete Électraph. Etwa 1944 endete die Produktion. Insgesamt entstanden etwa 40 Fahrzeuge. Einer Quelle zufolge entstanden die Aufbauten der Autos bei dem in Cannes ansässigen Stellmacherbetrieb Brandone.

## Fahrzeuge
Im Angebot stand nur ein Modell, der 225 mit Elektromotor. Die Höchstgeschwindigkeit war mit 40 km/h angegeben, und die Reichweite mit 205 km. Brandome fertigte die Coupé-Karosserie.